# Велика рентгенівська пляма

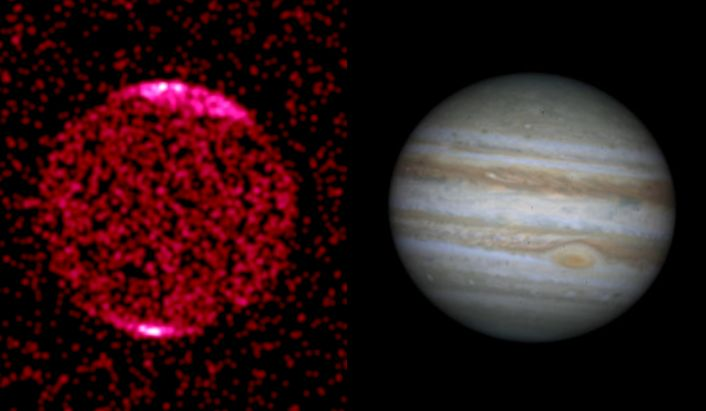
Зображення Юпітера в рентгенівському діапазоні хвиль, орбітальний телескоп Чандра, 18 грудня 2000 року, експозиція 10 годин, відстань приблизно 650 млн км.

Велика рентгенівська пляма — явище на Юпітері, видиме в рентгенівському діапазоні хвиль. Велика рентгенівська пляма розташована по полярних областях і домінує на північному полюсі Юпітера. Вперше зображення цього явища було отримано рентгенівською орбітальною обсерваторією Чандра 18 грудня 2000 року.
Випромінювання плями пульсує з періодом близько 45 хвилин.
Природа цього явища поки що не має пояснення.